# Leó Weiner

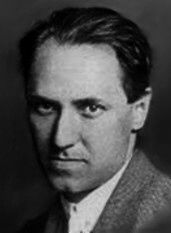
Leó Weiner

Leó Weiner (* 16. April 1885 in Budapest, Österreich-Ungarn; † 13. September 1960 ebenda) war ein einflussreicher ungarischer Musiklehrer und Komponist.

## Leben
Weiner studierte von 1901 bis 1906 bei Hans Koessler an der Franz-Liszt-Musikakademie in Budapest. Für seine während des Studiums verfasste Serenade op. 3 erhielt er gleich mehrere Preise. Weitere Auszeichnungen folgten. Er erhielt ein Franz-Liszt-Stipendium, Volkmann-, Erkel- und Schundapreis. Die meisten seiner ersten Kompositionen erschienen zunächst in Leipzig. Nach einer kurzen Tätigkeit, 1907 bis 1908, als Korrepetitor am Budapester Volkstheater und einigen geförderten Studienreisen (Venedig, Paris, München, Berlin) war er ab 1908 Professor für Musiktheorie an der Budapester Musikakademie. 1912 bis 1922 unterrichtete er hier Komposition und zwar zur selben Zeit wie Zoltán Kodály. Sein romantisches Musikverständnis stieß auf Kritik und er fiel in mehrere Schaffenskrisen. Daher zog er sich aus der Komponistenausbildung zurück. Er widmete sich vor allem dem Unterrichten diverser Kammermusikensembles. Hier war er bis 1957 sehr geschätzt und erfolgreich. Auch nach seiner Emeritierung 1949 lehrte er weiter. Bedeutende Musiker, Dirigenten, Instrumentalisten und Streichquartettensembles wie Géza Anda, Antal Doráti, Andor Foldes, Louis Kentner, György Kurtág, György Sebők, Georg Solti, Ede Zathureczky,  Zoltán Székely, Sándor Végh, Dénes Kovács, János Starker, Tibor Varga, das Lehner Quartett, das Magyar-Quartett und das Bartók-Quartett waren seine Schüler.
Nach der deutschen Besetzung Ungarns im März 1944 wurde Weiner wegen seiner jüdischen Herkunft als Zwangsarbeiter interniert. Durch Fürsprache eines Kollegen kam er frei und fand Zuflucht zunächst in einem Schutzhaus des von dem schwedischen Diplomaten Raoul Wallenberg eingerichteten Internationalen Ghettos, später im zentralen Ghetto, das im Januar 1945 von der Roten Armee befreit wurde.
Zu seinen Auszeichnungen zählen der Coolidge-Preis für sein 2. Streichquartett aus dem Jahr 1922 und die zweimalige Verleihung des Kossuth-Preises, 1950 und 1960.

## Werke
Weiners Vorliebe, die sein eigenes Schaffen prägte, galt der Klassik und Romantik mit Ludwig van Beethoven, Felix Mendelssohn Bartholdy und Georges Bizet. Hinzu kam seine Neigung zur ungarischen Volksmusik, die seinen vermeintlich „braven“ Stücken oft eine feurige und clowneske Note gibt. Weiner schrieb unter anderem fünf Divertimenti, eine Sinfonische Dichtung, eine Passacaglia, zwei Violinsonaten, ein Concertino für Klavier und Orchester, drei Streichquartette und Klaviermusik. Daneben verfasste er auch musikdidaktische Werke. Unter Pianisten erfreut sich Weiners (vierhändig gespielter) Fuchstanz, der 2. Satz aus seinem Divertimento Nr.1 op. 20 für Streicher, großer Beliebtheit.
In den 1920er Jahren wurde er als „Ungarns Mendelssohn“ gepriesen. Einige seiner (kammermusikalischen) Werke werden nach wie vor aufgeführt.

### Werke mit Opuszahl
- Serenade f-Moll für kleines Orchester op. 3, Lauterbach und Kuhn, Leipzig, 1907 OCLC 472751302
  - Serenade für Klavier zu vier Händen op. 3,  Bote & Bock, Berlin, 1907
- Streichquartett Nr. 1 Es-Dur op. 4, 1906, Lauterbach und Kuhn, Leipzig, 1908
- Fasching (Carnival) Humoreske für kleines Orchester op. 5, 1907, Lauterbach und Kuhn, Leipzig, 1908
  - Fasching, Humoreske für Klavier op. 5, Lauterbach und Kuhn, Leipzig, 1908
- Streichtrio g-Moll op. 6, 1908, Bote & Bock, Berlin, 1909
- Drei Klavierstücke op. 7 I Präludium II Nocturne III Scherzo, Rather, Leipzig, 1911
- Ballade für Klarinette und Klavier op. 8, 1911, Rózsavölgyi, 1912
- Violinsonate Nr. 1 D-Dur op.9, 1911, Rózsavölgyi, 1912
- Csongor és Tünde [Csongor und Tünde], Begleitmusik zu Mihály Vörösmartys Märchenspiel op. 10, 1913
  - Klavierauszug, Rózsavölgyi, Budapest, 1935
  - Prinz Csongor und die Kobolde, Intermezzo für Orchester op. 10, Wilhelm Hanssen, Kopenhagen, 1913
  - Csongor és Tünde, Ballett in einem Akt (neun Bilder), 1930. Neufassung, 1959
    - daraus: Suite für Klavier op. 10, I Die Nacht  II Balga, der Einfältige III Elfenreigen IV Die traurende Tünde V Hexenküche VI Der goldene Apfelbaum
    - Version für Orchester op. 10b, Rózsavölgyi, 1937

- Sonate für Violine und Klavier Nr. 2 fis-Moll op. 11, 1911, Bárd, 1918
- Miniaturbilder, acht leichte Stücke für Klavier op. 12, Bárd, 1918
- Streichquartett N. 2 fis-Moll op. 13, 1921, Bárd, 1923
- Romanze für Violoncello und Klavier op. 14, 1921, Bárd, 1923
- Concertino für Klavier und Orchester op. 15, 1923
- Kantonásdi [Soldatenspiel] für Orchester op. 16, Wien, 1924
  - Version für Klavier op. 16b, Wien, 1931
- Passacaglia für Klavier op. 17, 1936
- Sechs ungarische Bauernlieder für Klavier op. 19, 1932, Rózsavölgyi, 1933
  - Ungarische Bauernlieder für Klavier, zweite Reihe op. 19a, Rózsavölgyi, 1935
- Divertimento Nr. 1 nach alten ungarischen Tänzen für Streichorchester, Pikkoloflöte, Horn in F und Trompete in C ad libitum op. 20, Rózsavölgyi, 1934
- Lakodalmas [Hochzeitstanz] für Klavier op. 21, 1936, Rózsavölgyi, 1937
  - Lakodalmas für Violine und Klavier op. 21b, 1936, Rózsavölgyi, 1937

- Ungarische Bauernlieder für Klavier, dritte Reihe op. 22, 1937, Rózsavölgyi, 1938

- Pastoral, Fantasie und Fuge für Orchester op. 23, 1934, Rózsavölgyi, 1941
- Divertimento Nr. 2 nach ungarischen Volksweisen für Streichorchester op. 24, 1938, Rózsavölgyi, 1948
  - Version für Streichquartett op. 24a
- Divertimento Nr. 3 für Orchester, Impressioni ungherese, op. 25, 1949, Rózsavölgyi, 1950
- Streichquartett Nr. 3 G-Dur op. 26, Pastorale, Fantasie und Fuge, 1938, Rózsavölgyi, 1949
- Zwanzig kleine leichte Klavierstücke für die Klavier spielende Jugend op. 27, 1948, Rózsavölgyi, 1949 OCLC 811810988
- Ballata für Klarinette und Orchester op. 28, 1949 Zeneműkiadó, 1954
  - Version für Viola und Orchester, 1949
- Romanze für Violoncello, Harfe und Streichorchester op. 29, 1949, Zeneműkiadó, 1962
- Variationen über ein ungarisches Volkslied für Orchester op. 30, 1949, Zeneműkiadó, 1950
- Preludio, notturno e scherzo diabolico für Orchester op. 31, 1950, Zeneműkiadó, 1965
- Variationen über ein ungarisches Volkslied für zwei Klaviere op. 32, 1950
- Ungarische Bauerntänze für Klavier, vierte Reihe op. 33, 1950, Zeneműkiadó, 1950
- Ungarische Bauerntänze für Klavier, fünfte Reihe op. 34, 1950, Zeneműkiadó, 1950
- Suite (Ungarische Volkstänze) für zwei Klaviere op. 35, 1950
- Drei kleine vierhändige Klavierstücke op. 36, 1950,  Zeneműkiadó, 1950
- Fasching, Humoreske für zwei Klaviere op. 37, 1950
- Divertimento Nr. 4 für Orchester op. 38, 1951, Zeneműkiadó, 1963
- Divertimento Nr. 5 für Orchester op. 39, 1951, Zeneműkiadó, 1963
- Peregi Verbunk [Verbunkos aus Pereg], für Violine oder Viola oder Klarinette und Klavier op. 40, 1951, Zeneműkiadó, 1963
- Violinkonzert Nr. 1 D-Dur op. 41, 1950
- Ungarische Volksmusik, dreißig kleine Klavierstücke op. 42, Zeneműkiadó, 1953
- Toldi, sinfonische Dichtung op. 43, 1952
  - daraus: Suite op. 43a, 10 Sätze, 1954
  - daraus: Suite op. 43b, 6 Sätze, 1955
- Passacaglia für Orchester op. 44, 1955, Zeneműkiadó, 1964
- Violinkonzert Nr. 2 fis-moll (OCLC 1115067762) op. 45, 1957 (nach der Sonate op. 11 – siehe Hyperion)

### Werke ohne Opuszahl
- Caprice für Klavier, 1908, in: Musique moderne hongroise, herausgegeben von A. Kern
- Ungarische Volkstänze, Suite für Orchester, 1931, Rózsavölgyi, 1933
- Drei ungarische Volkstänze für Klavier, 1941
- Fünf kleine Klavierstücke, 1947
- Kadenzen zu Beethovens Klavierkonzerten Nr. 1 bis Nr. 4, Suvini Zerboni, Mailand, 1949
- Drei ungarische Volkstänze für Salonorchester, Zeneműkiadó, 1951
- Ünnepi hangok [Festklänge] für Orchester, 1952
- Ungarische Kinder- und Volkslieder für kleines Orchester, 1955
- Bevezetés és [Introduktion und] csürdongölő, ungarischer Tanz für Bläserquintett und Streichquintett, 1957
- Peregi Verbunk für Bläserquintett und Streichquintett, 1957
- Drei ungarische Volkstänze für Violine und Klavier, revidiert von Tibor Ney, Zeneműkiadó, 1961
- Zwei Sätze für Klarinette und Klavier OCLC 655602146